# Гуидочо Коцарели
Гуидòчо Коцарèли, също Гуидочо ди Джовани ди Марко Коцарели (на италиански: Guidoccio Cozzarelli; * 1450, Сиена, Сиенска република, † 1517, пак там) е италиански художник от Сиенската школа.

## Характеристика
Коцарели принадлежи към тези сиенски художници, чието творчество не е изучено достатъчно пълно. По-рано част от произведенията на Гуидочо се приписват на неговия учител Матео ди Джовани и сега благодарение на новите технически и визуални изследвания неговите произведения се отделят от тези на Пиетро Ориоли. Объркването се обяснява с това, че тези двама художници, Коцарели и Ориоли, дълго работят заедно в ателието на Матео ди Джовани и това налага силен отпечатък върху тяхното творчество, особено върху по-ранното.

## Творчество
В ателието на Матео Гуидочо Коцарели работи от 1470 до 1483 г. Той се залавя за най-различни дейности – изписва олтарни картини, традиционни изображения „Мадоната с Младенеца и светци“, занимава се с книжна миниатюра, изписва таволети и касони. През 1481–1483 г. полага мрамора на пода на Сиенската катедрала, изобразявайки чрез техника на интарсия „Либийската сибила“. Освен Коцарели в тези творби участва и Матео ди Джовани за Самианската сибила, Нерочо де Ланди за Хелеспонтската сибила и Бенвенуто ди Джовани за Албунейската сибила.
В неговото творчество, подобно на повечето сиенски художници от края на XV век – нач. на XVI век, се усеща бягство от сиенската традиция и в частност може да се забележи влияние на умбрийската живопис и Пиеро дела Франческа, връзката с чието изкуствот е очевидна в склонността на Гуидочо към изобразяване на открито небе и широка пейзажна панорама. Това е видно още в една от най-ранните негови картини: „Кръщение Христа със св. Йероним и св. Бернардин“ (1470,  Синалунга, църква „Св. Бернардин“).

## Произведения
Повечето съхранявани в различни музеи и частни колекции произведения на Коцарели представляват отделни части от олтари:
- предели – „Сцени от живота на Мария“ (Буонконвенто, Музей на религиозното изкуство).
- „Оплакване на Христа“ (Алтенбург, Музей „Линденау“);
- детайли или части от олтари – „Свети Лукия и Агата“ (ок. 1480 г., частна колекция);
- „Св. Винсент Ферарски“ и „Св. Августин“ (ок. 1500 г., Алтенбург, Музей „Линденау“): дървено пано с антични теми, снети от касон – „Легенда за Клоелия“ (Ню Йорк, Музей на изкуството „Метрополитън“);
- „Завръщането на Одисей“ (Екуел, Музей на изкуството на Ренесанса);
- „Тарквиний и Лукреция“ (Екуел, Музей на изкуството на Ренесанса)[1].

Към такива несамостоятелни произведения се отнасят и „Кръщение Христово“ (1486, Москва, Музей „Пушкин“), „Благовещение и Пътешествие във Витлеем“ (1480–1490, Маями, Университетски музей).
Точно установена хронология на творчеството на Гуидочо Коцарели не съществува, затова датировката на неговите произведения носи в голямата си част приблизителен характер. Известни са две негови таволети, съхранени днес в Библиотека „Пиколомини“ в Сиена.